# Martin Söderholm
Martin Alexius Söderholm, född 5 juli 1894 i Mo församling, död 28 januari 1965 i Skellefteå, var en svensk präst.

## Biografi
Söderholm var son till torparen Per Söderholm och Karolina Söderström. Han blev teologie kandidat 1923, komminister i Ytterlännäs församling 1925 och var kyrkoherde i Arvidsjaurs församling från 1927 till sin pensionering 1959. År 1954 blev Söderholm kontraktsprost i Lappmarkens andra kontrakt. Han var även ledamot av Nordstjärneorden. Söderholm var gift med Alfhild Hedberg, med vilken han hade två barn.